# Џенифер Морисон
Џенифер Мари Морисон (енгл. Jennifer Marie Morrison; рођена 12. априла 1979. године у Чикагу, Илиноис) је америчка глумица, манекенка и филмска продуценткиња. Најпознатија је по улози докторке Алисон Камерон у серији Доктор Хаус.
Тренутно глуми у серији Једном давно као Ема Свон.